# Негритешти (Њамц)
Негритешти (рум. Negritești) насеље је у Румунији у округу Њамц у општини Подолени. Oпштина се налази на надморској висини од 309 m.

## Становништво
Према подацима из 2002. године у насељу је живело 401 становника, од којих су сви румунске националности.